# Martina Hellmann
Martina Hellmann (nacida como Martina Opitz, Leipzig, Alemania Oriental, 12 de diciembre de 1960) es una exatleta alemana que competía inicialmente por Alemania Oriental y posteriormente por Alemania en la disciplina de lanzamiento de disco. Posee, hasta la actualidad, el record olímpico de su especialidad.

## Carrera deportiva
A los dieciséis años ya poseía un récord mundial de lanzamiento de disco con 55 metros. Posteriormente vendrían una serie de enfermedades y lesiones hasta 1983 cuando logró ser sorpesivamente campeona mundial. Al año siguiente no pudo participar en los Juegos Olímpicos celebrados en Los Ángeles, Estados Unidos ya que su país y gran parte de los países del bloque socialista se unieron en un boicot y no participaron, al igual que Estados Unidos cuatro años antes.
Ganó la medalla de oro en la Copa del Mundo de Atletismo de 1985 disputada en Canberra, Australia, al lanzar su disco por 69,78 metros.
Durante un entrenamiento en 1988 lanzó el disco a 78,14 metros, más que cualquier persona lo había lanzado antes. Ese mismo año ganó la medalla de oro en los Juegos Olímpicos de Seúl 1988 al lanzar el disco 72, 30 metros, marcando un récord olímpico que perdura hasta la actualidad.
Después de obtener dos medallas de bronce en los campeonatos europeos de atletismo de 1986 y 1990 participó en los Juegos Olímpicos de Barcelona 1992 en donde fue eliminada en la clasificación, retrándose del atletismo. Representaba al club deportivo SC DHfK Leipzig, entrenó con Rolf Wittenbecher y Bernd Thomas, medía 1,78 metros y pesaba 77 kilos. Durante su carrera fue criticada por el abuso en el consumo de hormonas.